# Aki Ajo
Aki Ajo (Toijala, 11 de septiembre de 1968) es un expiloto de motociclismo finlandés y director del equipo Ajo Motorsport.

## Trayectoria deportiva
En su juventud, compitió en motocross, carreras de hielo y carreras de motos. Ganó un total de diez medallas de oro en el Campeonato Finlandés de este deporte. Terminó sexto en el Campeonato Europeo de Motociclismo. Participó en una ronda del Campeonato Mundial de Motociclismo en el Gran Premio de Austria de 1993. Se retiró de las carreras de motos después de lesionarse en un accidente de carrera en 1996.
Mientras se recuperaba de su lesión, decidió en 1997 crear su propio equipo, Ajo Motorsport, con el que comenzó a competir en pistas de hielo y luego pasó a las carreras de motos. 
Ajo se convirtió en el director del equipo y se unió al Campeonato Mundial de Motociclismo en 2001 en Sachsenring, donde inscribió a Mika Kallio como piloto invitado en la categoría de 125cc.
Bajo su liderazgo, varios pilotos del equipo ganaron el Campeonato del Mundo. En 125cc, en la temporada 2008 con Mike di Meglio y en 2010 con Marc Márquez. En Moto3 en la temporada 2012 con Sandro Cortese, 2016 con Brad Binder y 2021 con Pedro Acosta.
En Moto 2 Ajo Motorsport ganó el Campeonato del Mundo 2015 y 2016 con Johann Zarco, 2021 con Remy Gardner, 2022 con Augusto Fernández y 2023 con Pedro Acosta.
Ajo también trabajó como representante de varios pilotos como Maverick Viñales y Jack Miller.
El hijo mayor de Aki, Niklas Ajo, es un expiloto de motos y también está involucrado en Ajo Motorsport. como jefe de equipo e ingeniero de carrera en el programa de Moto3.
El 30 de septiembre de 2024 el equipo KTM hace oficial la llegada de Aki Ajo al equipo de MotoGP para desempeñar el rol de Gerente de Equipo en 2025.